# 流山市立江戸川台小学校
流山市立江戸川台小学校（ながれやましりつえどがわだいしょうがっこう）は、千葉県流山市にある公立小学校である。

## 沿革
出典
- 1959年（昭和34年）
  - 4月1日 - 千葉県東葛飾郡流山町立江戸川台小学校創立。
  - 4月7日 - 始業式挙行。新川小学校並びに北部中学校を借りて、授業開始。
  - 6月15日 - 江戸川台東3丁目11番地に第一校舎が完成し、移転。
  - 7月3日 - 開校記念式典挙行。
- 1960年（昭和35年）5月16日 - 完全給食開始。
- 1962年（昭和37年）8月15日 -  第二校舎本館管理棟工事完成。
- 1965年（昭和40年）8月12日 - 第三校舎建設工事（9教室）完成。
- 1967年（昭和42年）
  - 1月1日 - 流山町の市制施行に伴い、流山市立江戸川台小学校と改称。
  - 3月16日 - 第三校舎増築工事（6教室）完成。
- 1968年（昭和43年）7月15日 - プール完成。
- 1969年（昭和44年）4月7日 - 体育館兼講堂完成。
- 1970年（昭和45年）2月19日 - 第三校舎三階増築工事完成。
- 1974年（昭和49年）
  - 4月1日 - 流山市立東深井小学校開校に伴い、児童の一部を分離。
  - 9月26日 - 言語治療学級「ことばの教室」開級式挙行。
- 1980年（昭和55年）8月30日 - 第二校舎改築工事完成。
- 1985年（昭和60年）
  - 7月 - 第一校舎室内塗装工事。同月、インターホン設置。
  - 8月 - 体育館用具置場・更衣室・トイレ増築工事。
- 1987年（昭和62年）3月 - 給食室新築工事完成。
- 1989年（平成元年）3月 - 第一校舎東側階段・トイレ・手洗い場増改築工事。
- 1991年（平成3年）7月 - この月から8月にかけて、第二校舎（管理棟）大規模改修工事。
- 1992年（平成4年）7月 - この月から8月にかけて、中庭トイレ改修工事。
- 1994年（平成6年）8月 - 校庭東側防球ネット設置。同月、コンピュータ室工事。
- 1995年（平成7年）8月 - 第一校舎屋根断熱工事。
- 1996年（平成8年）2月 - 校庭西側・南側防球ネット設置。
- 1997年（平成9年）
  - 3月 - 体育館大規模改修工事。
  - 11月 - 災害用井戸設置。
- 1998年（平成10年）8月 - 公共下水接続工事。
- 1999年（平成11年）8月 - 校庭大改修工事。
- 2002年（平成14年）7月 - この月から8月にかけて、第三校舎床塗り替えとサッシ修理工事実施。
- 2003年（平成15年）
  - 2月 - 救助袋及びパッケージ型消火設備取付工事。
  - 7月 - この月から8月にかけて、第一校舎床塗り替えと第二校舎床板改修工事実施。
- 2004年（平成16年）8月21日 - 校内LAN整備。
- 2007年（平成19年）3月 - 校舎耐震工事と正門フェンス改修工事実施し、第四校舎増築完成。
- 2008年（平成20年）
  - 3月 - 学校ビオトープが完成。
  - 10月23日 -「創立50周年記念の集い」開催。
- 2012年（平成24年）10月10日 - 第3校舎児童昇降口改修工事完成。
- 2014年（平成26年）9月1日 - 第1校舎第3校舎外壁塗装工事完成。
- 2015年（平成27年）8月31日 - 全教室と特別教室へのエアコン取り付け工事完成。
- 2016年（平成28年）8月31日 - 洋式トイレ増設。
- 2018年（平成30年）11月2日 - 創立60周年記念事業実施。
- 2019年（令和元年）7月 - この月から9月にかけて、トイレ全面改修工事実施。

## 年間行事
- 4月 - 始業式、入学式、1年生をむかえる会
- 5月 - 市内陸上競技大会、3年校外学習
- 6月 - 土曜参観、5年生林間学園、2年校外学習、6年生校外学習
- 7月 - 4年校外学習、1学期終業式（夏季休暇）
- 8月 - 夏季休暇
- 9月 - 2学期始業式、運動会
- 10月 - 秋季大運動会、市内音楽発表会、1年生校外学習、ミニバス大会
- 11月 - 6年生修学旅行、5年生校外学習
- 12月 - 持久走記録会、芸術鑑賞会、2学期終業式（冬季休暇）
- 1月 - 3学期始業式
- 2月 - 授業参観、6年生を送る会
- 3月 - 修了式

## 通学区域
2021年（令和3年）6月19日現在、以下の地域が通学区域となっている。
- 江戸川台東1丁目、江戸川台東2丁目、江戸川台東3丁目、江戸川台東4丁目、江戸川台西1丁目、江戸川台西2丁目、江戸川台西3丁目、江戸川台西4丁目
- 美原1丁目23番地の1、23番地の2
- こうのす台

## 交通
- 東武鉄道野田線 江戸川台駅東口から徒歩6分